# Ervalla kyrka
Ervalla kyrka är en kyrkobyggnad i Ervalla i Strängnäs stift. Den är församlingskyrka i Axbergs församling inom Norra Närkes kontrakt. Ervalla kyrka var tidigare huvudkyrka för Ervalla socken.

## Kyrkobyggnaden
Före nuvarande kyrka fanns en träkyrka på samma plats. Den nuvarande kyrkan stod färdig och invigdes 24 februari 1673. Arkitekt var Mathias Spieler, som även var arkitekt för Ulrika Eleonora kyrka i Stockholm. Pengar för bygget skänktes av Sigrid Bielke, maka till fältmarskalken Gustaf Horn. Hon bodde på Ervalla gård.
I augusti månad år 1789 slog åskan ner i kyrkan. Bl.a. förstördes kyrkans tak och kyrkklockorna. Predikstolen och bänkarna blev kvar av inredningen. Församlingen hade inga direkta ekonomiska medel för återbygget av kyrkan. För återuppbyggnaden svarade till stor del friherinnan Magdalena Rudbeck, även hon boende på Ervalla gård och lagmannen Samuel Kniberg adlad Stiernecreutz. Ett torn som finns idag, uppfördes också. I slutet av juni 1790 stod den återuppbyggda kyrkan klar.
1850 genomgick kyrkan en fullständig reparation som bekostades av Ervalla säteris ägare L. M. Baumgarten. Han tillsammans med frun C. M. Mossel skänkte även 5½ kappland jord (ca. 845 kvm) för utvidgning av kyrkogården. Kyrkan blev återinvigd i september 1850. Oktober 1893 besöktes kyrkan av doktor Eckoff från Vitterhetsakademin där framförallt en undersökning av kyrkans inventarier visade att de varit med färg målade eller dekorerade från 1600-talets skick.
År 1900 gjordes en stor renovering ledd av arkitekt Agi Lindegren. Kyrkan fick då nytt kor och altaruppsats. En altarring hade tidigare bekostats 1850 av L. M. Baumgarten. Den gamla predikstolen från 1600-talet togs fram. Vid den renovering som gjordes 1996-97 försökte arkitekt Jerk Alton återskapa Agi Lindegrens färgsättning och arkitektur, vilka gick förlorade vid ommålningar 1938 och 1972.

## Inventarier
- Till kyrkans inventarier hör en predikstol från 1600-talet. Den stoppades undan i mitten av 1800-talet, då en ny predikstol 1850 skänktes av ägaren till Ervalla säteri L. F. Baumgarten och hans fru C. M. Mossel, men togs åter fram år 1900.
- Likaså är dopfunten ett 1600-talsverk.
- Vidare ingår bland inventarierna en medeltida kista.
- En altartavla som ersatte den gamla som brann upp 1789 och som blev renoverad år 1850 bekostad av Ervalla säteris ägare L. F. Baumgarten. Under tidigt 1900-tal gjordes altartavlan vändbar med Jesu korsfästelse som passionsmotiv.

Klockor
Två klockor göts 1789 av klockgjutare Olof Kulander i Örebro. 
Stora klockan inskription: "1789 uti Konung Gustaf den III:s 19 regeringsår, då Edvard August Franc var Länets Höfding, Lars Benzt Stjerna var Stiftets Biskop, Israel Agrelius Kontraktets Prost, Nils Samuel Svedelius församlingens Kyrkoherde, Gustaf Johan Tillman församlingens Komminister. Gjuten i Örebro af Olof Kulander. Vid samma tid ägde Öfverståthållarinnan Friherinnan Magdalena Rudbeck Ervalla Hofgård och gods, Lagman Samuel Stiernecreutz Axbergs Hammars bruk och gods, Kammarrådet Gustaf von Stockenström Hults säteri, Majoren Carl Gahn Österrasta, Auditören Hans Aron Wessman Bredal."
Lilla klockan inskription: "1789 gjuten i Örebro af Olof Kulander. Då voro uti Ervalla socken Nämndemännen: Jakob Olofsson i Afdala, Olof Persson i Knuttorp. Kyrkovärdar: Johan Johansson i Tingstorp, Per Andersson i Puketorp." 

### Orgel
- 1763 omnämns en orgel med fem stämmor. 1773 hade kyrkan ett uråldrigt positiv med 5 stämmor.[6]
- 1862 bygger Erik Adolf Setterquist, Örebro en orgel med 9 stämmor. Den har en manual och bihängd pedal.
- Den nuvarande orgel är byggd 1928 av E A Setterquist & Son, Örebro. Orgeln är pneumatisk. Fasaden är från 1862 års orgel. Den utökades 1954 av samma firma.

| Huvudverk I    | Svällverk II      | Pedal      | Koppel    |
| Borduna 16´    | Rörflöjt 8´       | Subbas 16´ | I/P       |
| Principal 8´   | Salicional 8´     | Borduna 8´ | II/P      |
| Gedackt 8´     | Principal 4´      |            | II/I      |
| Oktava 4´      | Ekoflöjt 4'       |            | I 4'/I    |
| Kvinta 2 2/3'  | Nasard 2 2/3'     |            | II 16'/II |
| Oktava 2'      | Waldflöjt 2'      |            |           |
| Mixtur 4 chor' | Ters 1 3/5'       |            |           |
| Trumpet 8'     | Scharf 3 chor     |            |           |
|                | Crescendosvällare |            |           |

### Webbkällor
- Svenska kyrkan